# نجيب مشرق
نجيب بن عبد الله بن مشرق الرحباني (1886-1936م)، شاعر لبناني ولد في لبنان وتوفي بها.

## النشأة والتعليم
ولد نجيب مشرق في بلدة الشوير 1886م، وتوفي في لبنان، عاش في لبنان والبرازيل وفرنسا، تلقى تعليمه الابتدائي والعالي في مدارس الشوير، تعلم الفرنسية والإنجليزية إلى جانب العربية، درس الفقه والقانون على قانوني مشهور في زمنه اسمه سليم باز، انتدب لتدريس البيان العربي في المدرستين الأرثوذكسية والكاثوليكية بدمشق (1904)، ثم كُلف بتدريس الأدب العربي في المدرسة البطريركية الإكليريكية الأرثوذكسية في دير سيدة البلمند (1906)، انصرف عن العمل بالتعليم فعمل رئيسًا لكتاب المدعي العام الاستئنافي، ثم معاونًا، ثم مديرًا لناحية الشوير مدة ثلاث سنوات، ثم عين حاكم صلح لبيروت، اختير عضوًا عن الطائفة الأرثوذكسية في محكمة الحقوق الاستئنافية (متصرفية جبل لبنان) عام 1931، كان عضوًا في لجنة المعارف التي أنشأتها الحكومة.

## الإنتاج الشعري
له ديوان: المشرقيات - مطبعة القديس بولس - حريصا 1931 (10 صفحات)، وله قصائد نشرت في عدد من صحف عصره، منها: هذي البلاد ترى لقاءك موسمًا - جريدة المهذب - العدد 16 - 2 من مارس 1912، وساطوا السحاب بمنكب المنطاد - جريدة الشعب - العدد 56 - يناير 1914، وعاطفة شاعر - جريدة لسان الحال - العدد 921 - 11 من يونيو 1924.

### عناوين القصائد
- شاعر يستصرخ ربه
- زهر البيان على ذاوٍ من البان
- ليت الصباح قضى وغاب ضياه
- عمر البدور ولفتة الغزلان
- عاطفة شاعر[1][2][3][4][5]

## الأعمال الأخرى
تاريخ الأسرة الرحبانية (مخطوط)، وله أعمال نثرية متفرقة.
شاعر مناسبات نظم في عدد غير قليل من أغراض الشعر، منها الوصف والمدح والرثاء والتهنئة وغيرها من المناسبات الاجتماعية، وله موشحات قليلة، غلب
على قصائده الطول، وتميزت بقوة الأسلوب ووضوح المعاني وتعدد الصور البيانية، كما عني بمطالع قصائده ومقاطعها.